# Водоспад Принсесс
Водоспад Принсесс (англ. Princess Falls) — водоспад у гірській системі Аппалачі біля міста Гамільтон у Канаді.

## Опис
Водоспад розташований у південних нетрях національного лісу «Даніел Бун». Він названий на честь принцеси Корнблосом, лідера племені Черокі початку 1800-х років.